# دييغو بوغادو
دييغو بوغادو (بالإسبانية: Diego Bogado)‏ هو لاعب كرة قدم أرجنتيني، ولد في 23 فبراير 1986 في بوينس آيرس في الأرجنتين. لعب مع ريفر بليت ونادي تريفيزو.

## وصلات خارجية
- دييغو بوغادو على موقع قاعدة بيانات كرة القدم.إي يو (الإنجليزية)